# Montréjeau
Montréjeau är en kommun i departementet Haute-Garonne i regionen Occitanien i södra Frankrike. Kommunen ligger i kantonen Montréjeau som tillhör arrondissementet Saint-Gaudens. År 2022 hade Montréjeau 2 676 invånare.

## Befolkningsutveckling
Antalet invånare i kommunen Montréjeau
Referens:INSEE